# Sácer
Sácer  (en italiano: Sassari; en sardo: Tàtari; en sassarés: Sàssari) es una ciudad italiana ubicada en Cerdeña, capital de la provincia homónima, segunda ciudad de la isla después de Cagliari. Se encuentra situada a 35 kilómetros del Aeropuerto de Alguer-Fertilia.

## Geografía física
Sácer representa el núcleo urbano histórico del tercio norte de la isla, llamado en Cerdeña "capo di sopra" en italiano y "cab'e susu" en sardo. Con sus 546,08 km², es el municipio más extenso de la región y el quinto más grande de Italia, después de Roma, Rávena, Cerignola y Noto. La ciudad se alza sobre una meseta calcárea que desciende hacia el noroeste en dirección al golfo de Asinara y a la llanura de la Nurra, mientras que hacia el sureste el terreno es predominantemente colinoso. El área urbana y suburbana se caracteriza por valles y barrancos que cortan profundamente la meseta sobre la que se asienta la ciudad. Huertos, olivares y bosques rodean el núcleo urbano y constituyen el rasgo paisajístico distintivo de toda la zona oriental del municipio. Dentro del territorio de Sácer también se encuentra el islote de Businco.

## Historia
Sácer fue probablemente fundada a principios de la Edad Media por los habitantes del antiguo puerto romano de Turris Lybisonis (actual Porto Torres) que hasta entonces había sido la ciudad principal de la isla, quienes buscaron refugio en el interior para escapar de los ataques sarracenos desde el mar. Sácer fue saqueada por los genoveses en 1166. Fue municipio libre y luego dominio de los aragoneses y españoles desde el inicio del siglo XIV hasta el siglo XVIII, después pasó a los austriacos y posteriormente a la Corona del Piamonte.

## Universidad
Es sede de una prestigiosa Universidad de Sácer (UNISS) que cuenta con unos 18 000 estudiantes. Fue fundada en 1562 por el comerciante sardo Alessio Fontana y en sus inicios estuvo dirigida por un colegio jesuita. Está especialmente dedicada al estudio del Derecho y Medicina.

## Idiomas
En Sácer se hablan oficialmente:
- Italiano

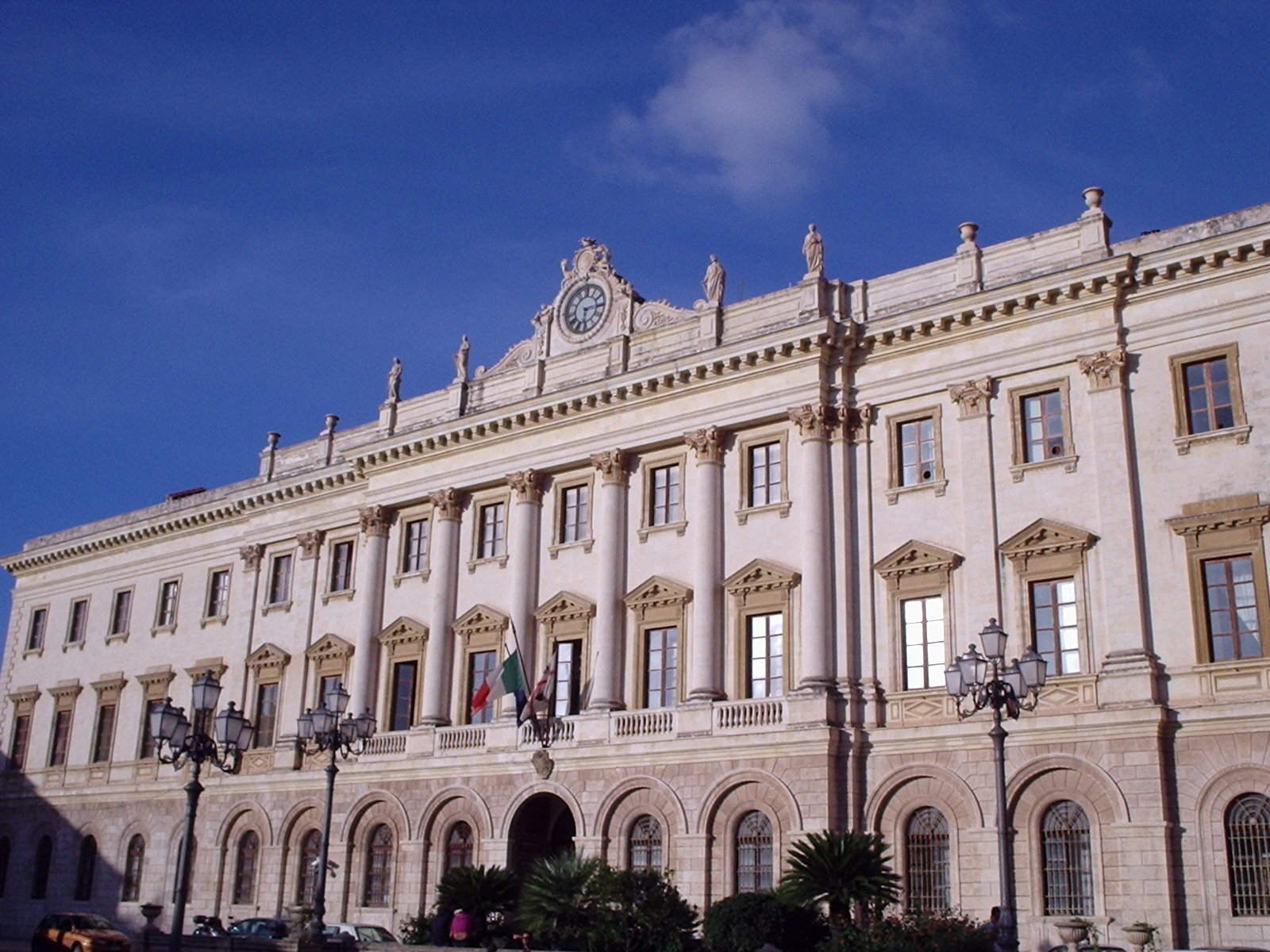
Palacio del Gobierno.

- Sardo. En 1997 se unificaron todos los idiomas sardos en una sola lengua y se le dio oficialidad en Región Autónoma de Cerdeña con el fin de evitar su extinción. Fue reconocida en la ley regional N.º 26 del 15 de octubre de 1997 como segunda lengua oficial de Cerdeña, junto al italiano. La ley regional aplica y reglamenta algunas normas del estado italiano en tutela de las minorías lingüísticas. 
  - El sasarés, hablado en esta ciudad, en Porto Torres y zonas circundantes.

## Lugares de interés

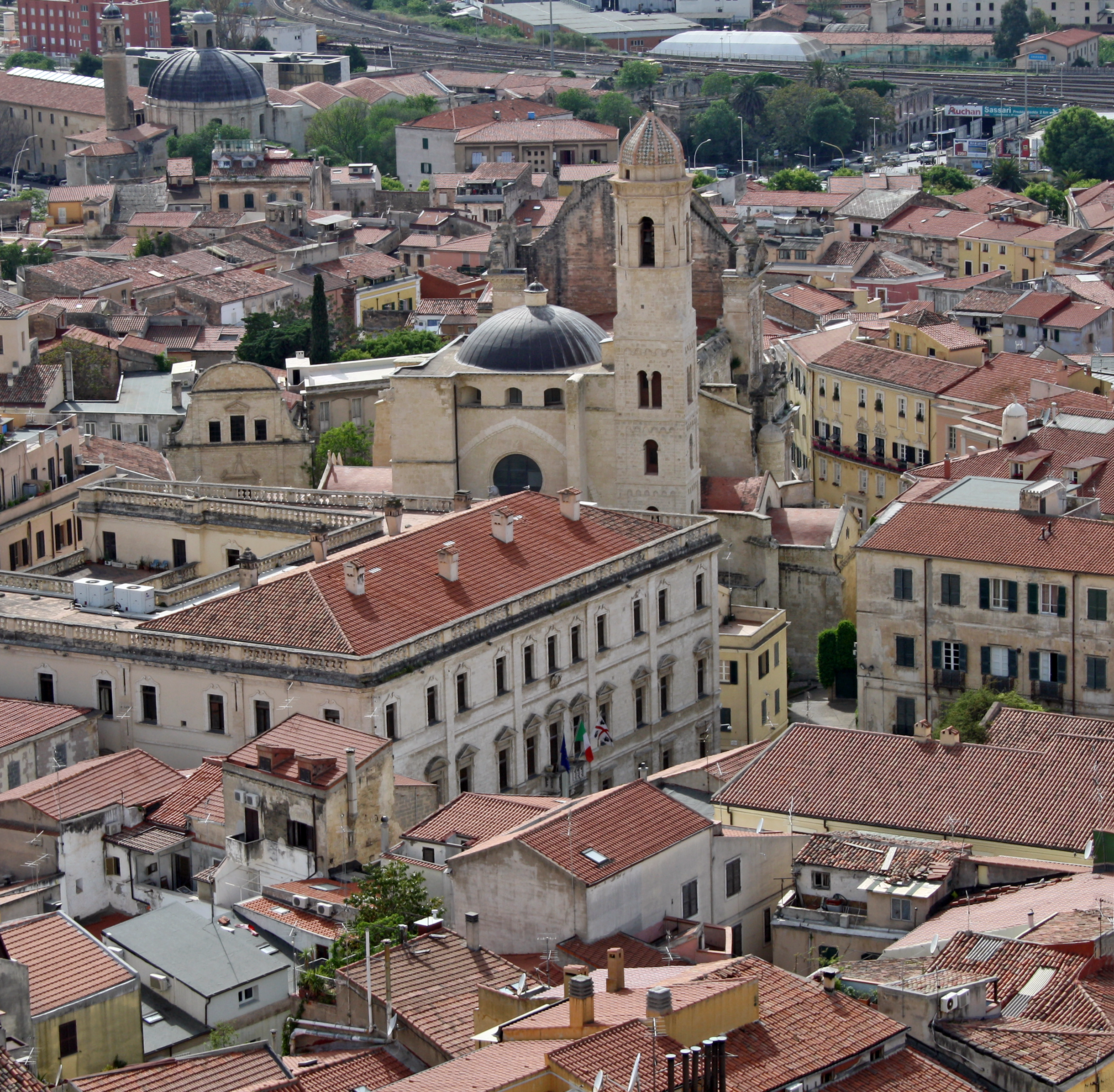
Vista parcial de la ciudad vieja

Sácer tiene una historia muy antigua y posee tesoros artísticos, monumentos, museos y numerosas iglesias de diversos periodos. Entre los edificios más famosos se encuentran:
- La Catedral de San Nicolás de Sácer
- Palazzo Ducale
- La fontana del Rosello
- El Museo nazionale archeologico ed etnografico G. A. Sanna

Cercano a Sácer
- La Santísima Trinidad de Saccargia, erigida en el siglo XII, en Codrongianos.

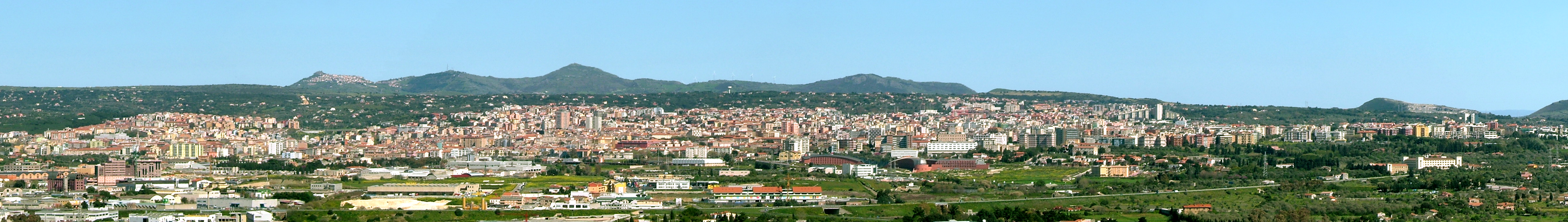
Panorámica de los barrios centrales de Sácer vistos desde el monte Oro; al fondo Osilo y las colinas del Anglona; en la base, el viejo trazado de la Carretera Estatal 131 Carlo Felice.

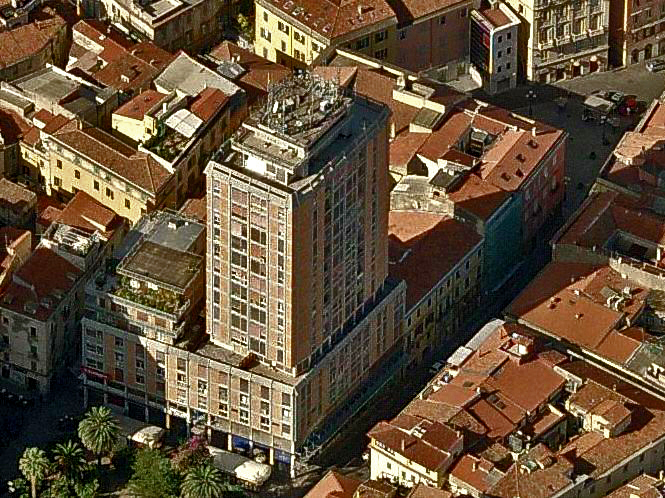
Rascacielos nuevo de Piazza Castello.

En Sácer las festividades más conocidas son la Faradda di li Candareri (14 de agosto) y, sobre todo, la Cavalcata Sarda que se remonta al año 1711; desde 1951 se organiza anualmente en el domingo de la Ascensión (penúltimo domingo de mayo). La manifestación, de carácter laico, consiste en el desfile de grupos folclóricos provenientes de diversas zonas de Cerdeña que, a pie o a caballo y con sus vestimentas tradicionales, muestran al público aspectos etnográficos y enogastronómicos de la cultura sarda.

## Evolución demográfica
| Gráfica de evolución demográfica de Sácer entre 1861 y 2001 |
|                                                             |
| Fuente ISTAT - elaboración gráfica de Wikipedia             |

## Personas relevantes de la ciudad
- Eva Mameli Calvino (1886-1978): micóloga
- Michele Zanche: político
- Salvatore Alepus (Morella, 1503 – Sácer, 1568): teólogo y poeta, arzobispo de Sácer
- Domenico Alberto Azuni: jurista
- Enrico Costa: escritor y ensayista
- Giuseppe Biasi: pintor
- Mario Sironi: pintor, uno de los fundadores del movimiento Novecento
- Antonio Segni: Presidente de la República Italiana desde 1962-1964
- Francesco Cossiga: Presidente de la República Italiana
- Enrico Berlinguer: Secretario general del PCI Partido Comunista Italiano desde 1972-1984
- Héctor Nava: Pintor costumbrista de origen argentino, 1880-1950
- Daniele Angioni (1994):Presidente del ESN Sassari
- Elisabetta Canalis: Actriz y modelo

## Hermanamientos

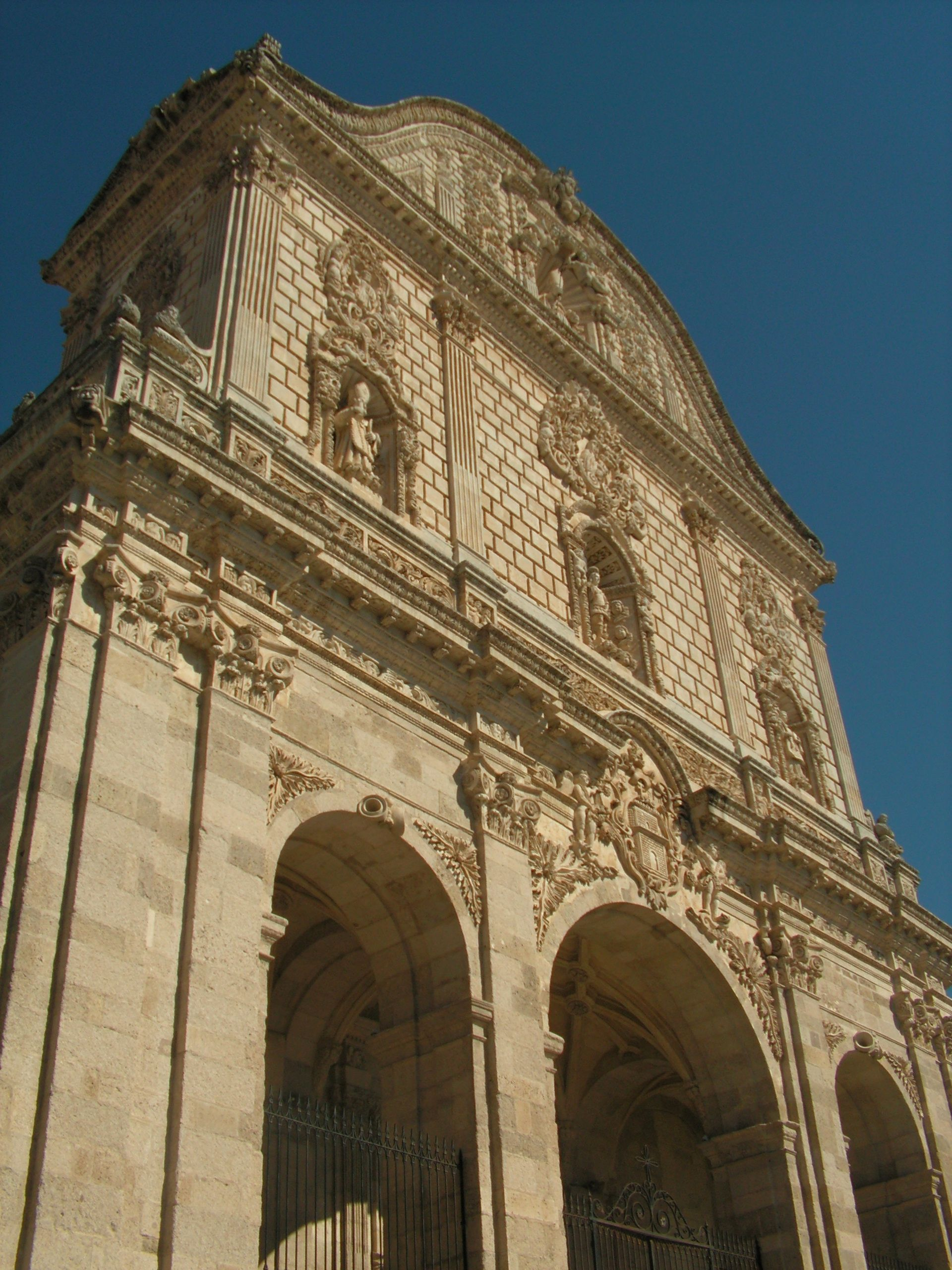
La catedral de San Nicolás en estilo barroco colonial español.

- Timişoara  Rumania desde 1990

Hermanamiento de folclore
- Gubbio  Italia desde 2002
- Viterbo  Italia desde 2006
- Nola  Italia desde 2006
- Palmi  Italia desde 2006

Hermanamiento de arte
- Barcelona  España desde 2010

## Consulados
- Francia
- España